# Championnat de Tanzanie de football 2009-2010
Navigation
Édition précédente Édition suivante
La saison 2009-2010 du championnat de Tanzanie est la 46e édition du Championnat de Tanzanie de football. Le championnat oppose douze clubs tanzaniens.

## Équipes

### Participants et locations
Légende des couleurs
- Tour préliminaire de la Ligue des champions 2010
- Tour préliminaire de la Coupe de la confédération 2010
- Promu de Division 1

| Club              | Ville         | Stade                           | Capacité |
| ----------------- | ------------- | ------------------------------- | -------- |
| African Lyon      | Dar es Salaam | Karume Memorial Stadium         | 5 000    |
| Azam FC           | Dar es Salaam | Chamazi Stadium                 | 7 000    |
| JKT Ruvu Stars    | Dodoma        | Jamhuri Stadium                 | 10 000   |
| Kagera Sugar      | Bukoba        | Kaitaba Stadium                 | 5 000    |
| Maji Maji FC      | Songea        | Maji Maji Stadium               | 10 000   |
| Manyema Rangers   | Dar es Salaam | Uhuru Stadium                   | 25 000   |
| Moro United       | Morogoro      | Jamhuri Stadium                 | 10 000   |
| Mtibwa Sugar      | Turiani       | Jamhuri Stadium                 | 10 000   |
| Prisons FC        | Mbeya         | Sokoine Stadium                 | 10 000   |
| Simba SC          | Dar es Salaam | Benjamin Mkapa National Stadium | 60 000   |
| Toto African      | Mwanza        | Stade CCM Kirumba               | 35 000   |
| Young Africans FC | Dar es Salaam | Benjamin Mkapa National Stadium | 60 000   |

## Compétition

### Classement
Le classement est établi sur le barème de points classique (victoire à 3 points, match nul à 1, défaite à 0).
Pour départager les égalités, on tient d'abord compte de la différence de buts générale, puis du nombre de buts marqués, puis des confrontations directes.
| Rang | Équipe            | Pts | J  | G  | N | P  | Bp | Bc | Diff |
| ---- | ----------------- | --- | -- | -- | - | -- | -- | -- | ---- |
| 1    | Simba SC          | 62  | 22 | 20 | 2 | 0  | 50 | 12 | +38  |
| 2    | Young Africans T  | 49  | 22 | 15 | 4 | 3  | 46 | 18 | +28  |
| 3    | Azam FC           | 33  | 22 | 8  | 9 | 5  | 30 | 23 | +7   |
| 4    | Mtibwa Sugar      | 33  | 22 | 9  | 6 | 7  | 24 | 23 | +1   |
| 5    | African Lyon P    | 25  | 22 | 6  | 7 | 9  | 22 | 24 | -2   |
| 6    | JKT Ruvu Stars    | 25  | 22 | 6  | 7 | 9  | 26 | 29 | -3   |
| 7    | Kagera Sugar      | 24  | 22 | 5  | 9 | 8  | 13 | 20 | -7   |
| 8    | Maji Maji FC P    | 24  | 22 | 6  | 6 | 10 | 14 | 27 | -13  |
| 9    | Toto African      | 23  | 22 | 6  | 5 | 11 | 25 | 36 | -11  |
| 10   | Manyema Rangers P | 23  | 22 | 6  | 5 | 11 | 19 | 36 | -17  |
| 11   | Prisons FC        | 21  | 22 | 5  | 6 | 11 | 19 | 28 | -9   |
| 12   | Moro United       | 18  | 22 | 4  | 6 | 12 | 19 | 31 | -12  |

Qualifications
Ligue des champions 2011
- 1er : tour préliminaire

Coupe de la confédération 2011
- 2e  : tour préliminaire

Relégation
- 10e, 11e et 12e : relégation en Division 1

Abréviations
T : Tenant du titre

P : Promus de Division 1